# Selaginella hildebrandtii
Selaginella hildebrandtii är en mosslummerväxtart som beskrevs av Addison Brown och Friedrich Adalbert Maximilian Kuhn.
Selaginella hildebrandtii ingår i släktet mosslumrar och familjen mosslummerväxter. Inga underarter finns listade i Catalogue of Life.